# Polina Kuzniecowa
Polina Wiktorowna Kuzniecowa wcześniej znana jako Wiachiriewa (ros. Полина Викторовна Кузнецова) (ur. 10 czerwca 1987 roku w Szopokowie w Kirgistanie) – rosyjska piłkarka ręczna, reprezentantka kraju. Obecnie występuje w rosyjskiej Superlidze, w drużynie GK Rostow-Don. Gra na pozycji lewoskrzydłowej. Z reprezentacją dwukrotnie zdobyła mistrzostwo Świata w 2005 r. w Rosji oraz w 2007 r. we Francji. Na zakończenie mistrzostw Świata w 2007 r. Kuzniecowa została wybrana do Siódemki Gwiazd jako najlepsza lewoskrzydłowa turnieju.
Jej siostrą jest Anna Wiachiriewa również piłkarka ręczna.

## Sukcesy

### Reprezentacyjne
- Igrzyska Olimpijskie:
  -  2016
- Mistrzostwa świata:
  -  2005, 2007
- Mistrzostwa Europy:
  -  2006, 2018

### Klubowe
- Liga Mistrzyń:
  -  2007-2008 (Zwiezda Zwienigorod)
  -  2017-2018 (Wardar Skopje)
- Puchar EHF:
  -  2006-2007 (Zwiezda Zwienigorod)
- Mistrzostwa Rosji:
  -  2004-2005, 2005-2006 (Łada Togliatti), 2006-2007 (Zwiezda Zwienigorod), 2015-2016 (Astrachanoczka)
  -  2002-2003 (Dinamo Wołgograd), 2007-2008, 2008-2009, 2009-2010 (Zwiezda Zwienigorod), 2016-2017 (Kubań Krasnodar)
  -  2003-2004 (GK Rostow-Don), 2014-2015 (Astrachanoczka)
- Mistrzostwa Macedonii:
  -  2017-2018 (Wardar Skopje)

## Nagrody indywidualne
- Najlepsza lewoskrzydłowa Mistrzostw Świata, rozgrywanych we Francji: 2007
- Najlepsza lewoskrzydłowa Mistrzostw Europy, rozgrywanych w Serbii: 2012
- Najlepsza lewoskrzydłowa Igrzysk Olimpijskich, rozgrywanych w Brazylii: 2016

## Odznaczenia
- Odznaczona tytułem Zasłużonego Mistrza Sportu.